# Anthrax diffusus
Anthrax diffusus är en tvåvingeart som beskrevs av Christian Rudolph Wilhelm Wiedemann 1824. Anthrax diffusus ingår i släktet Anthrax och familjen svävflugor. Inga underarter finns listade i Catalogue of Life.